# フィリップスタール (ヴェラ)
フィリップスタール (ヴェラ)またはフィーリプスタール (ヴェラ) (ドイツ語: Philippsthal (Werra), ドイツ語発音: [ˈfiːlɪpstaːl ˈvɛra])はドイツ連邦共和国ヘッセン州カッセル行政管区のヘルスフェルト＝ローテンブルク郡に属す市場町である。この町はテューリンゲン州との州境に面している。

## 地理

### 位置
フィリップスタールは、ヴェラ川に面している。この集落とレーリングスホーフ集落との間でウルスター川がヴェラ川に合流する。
この町の最低地点は、ハルンローデ近郊のヴェラ川の川原で、海抜 212 m である。最高地点は町域北東部の海抜約 445 m の地点である。この地点はフィリップスタール、ヘーリンゲン (ヴェラ)、ファッハの町境である。
最寄りの大きな街には、バート・ヘルスフェルト（約 25 km 西）やアイゼナハ（約 29 km 北東）がある。

### 隣接する市町村
フィリップスタールは、北はヘーリンゲン (ヴェラ)（ヘルスフェルト＝ローテンブルク郡）、東はファッハ、南はウンターブライツバッハ（ともにテューリンゲン州ヴァルトブルク郡）およびホーエンローダ、西はフリーデヴァルト（ともにヘルスフェルト＝ローテンブルク郡）と境を接している。

### 自治体の構成
この町は、ゲトゼマーネ、ハルンローデ、ハイムボルツハウゼン、フィリップスタール、レーリングスホーフ、ウンターノイローデの各地区からなる。

## 歴史

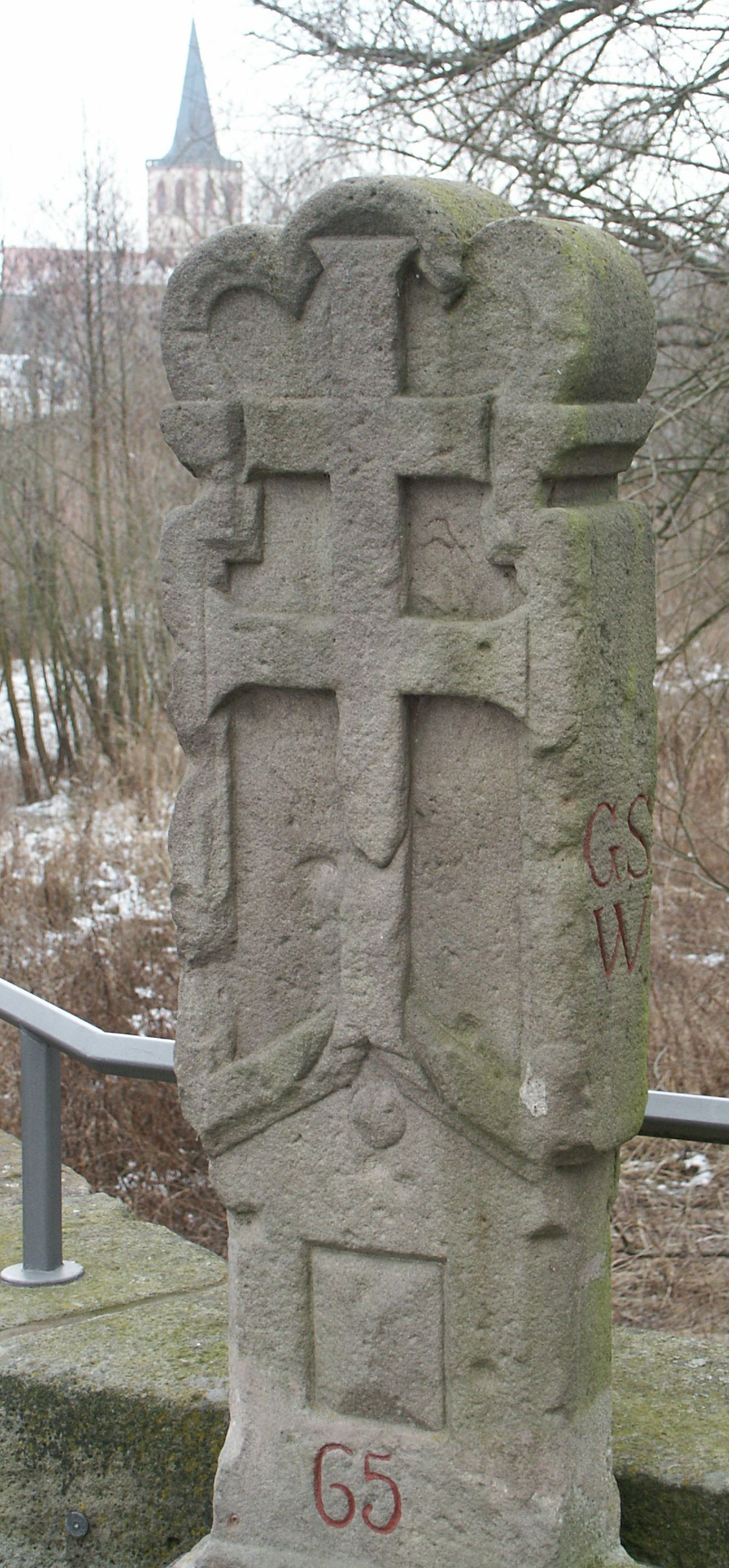
ヴェラ川の橋のたもとに建つヘルスフェルト修道院時代の国境石。背後に見えるのはファッハの教会である。

フィリップスタールは1191年に、ヘルスフェルト修道院宛の教皇ケレスティヌス3世の保護状に初めて記録されている。この修道院は、この年にベネディクト会女子修道院を設け、この地に住んでいたクルセブルク騎士家にちなんで名付けた。主に修道院に属していた農場とその周辺のいくつかの土地は代官によって管理されており、このため文書中にはクロイツベルク代官区と記述されている。この修道院は1525年のドイツ農民戦争によって破壊され、1568年に修道女らに放棄された。12世紀に建設されたかつての修道院教会が遺されており、その中にはかつて修道院の庭で発見されたクルセブルク家の騎士の後期ロマネスク様式の墓石が保存されている。この修道院があった場所に、ヘッセン＝フィリップスタール方伯フィリップ（1655年12月14日 - 1721年6月18日）が1685年に城館を建設し、彼の名にちなんでフィリップスタール城と名付けた。この名前は18世紀末に村の名前にも用いられるようになった。ヴェラ川の堤のヴァイデンハイン方伯庭園も城館に属している。この庭園は、ファッハー・ヴェラ橋の西 300 m にまで広がっており、19世紀初めに称賛を集めた居酒屋は、この町の最も有名な名所となっていた。1905年にハットルフ・カリ鉱山で採掘が始まった後は、手工芸と織布の町から鉱業の町へと変貌した。
1943年から1945年の戦時中には、ベルリンのプロイセン国立図書館の書庫から数百万冊の書物がハットルフの坑道施設内に疎開してきた。

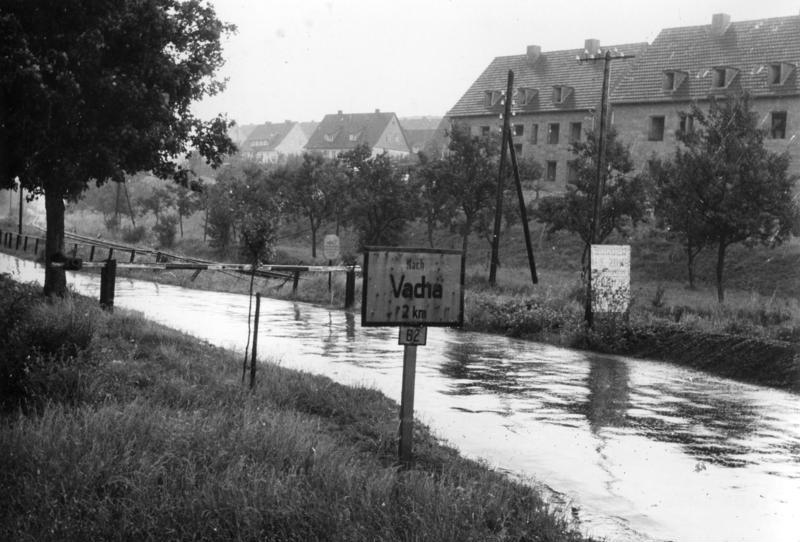
連邦道 B62号線上の東西ドイツ国境。ファッハまで 2 km と記されている。

東西ドイツ分裂の時代、かつてのホースフェルト印刷所は、その建物の中を東西ドイツ国境が通っていたことで有名であった。1976年になってやっとドイツ連邦共和国（西ドイツ）とドイツ民主共和国（東ドイツ）との間の国境協定によってこの土地全体がドイツ連邦共和国に属すこととなった。
1953年6月、この町は「フィリップスタール・アム・ヴェラ」から「フィリップスタール (ヴェラ)」に改名した。1977年1月1日、この町はその名称に、地域再編以前に用いていた「フィリップスタール (ヴェラ)」を公式に採用した。
市場町の地位は2001年5月30日にこの町に授与された。

### 町村合併
1972年8月1日、それまで独立した町村であったゲトゼマーネ、ハルンローデ、ハイムボルツハウゼン、フィリップスタール (ヴェラ)、レーリングスホーフ、ウンターノイローデが合併し、新たな自治体フィリップスタールが成立した。

## 行政

### 議会
フィリップスタールの町議会は、23議席からなる。

### 首長
2007年9月16日の町長選挙でラルフ・オルト (SPD) が 55.1 % の票を獲得して当選した。2013年の町長選挙では対立候補がなく、96.8 % の支持票を獲得して再選された
2019年5月26日の町長選挙では、ティーモ・ホイスナー (SPD) が第1回投票で 55.6 % の票を獲得して、新たな町長に選出された。彼は2019年10月23日に健康上の理由で引退したラルフ・オルトの後任として町長に就任した。

### 紋章
図柄: 赤地。基部に銀の三峰の山。その頂上に銀の複十字。三峰の山の前に、小盾がある。小盾は青地で、右（向かって左）を向いて立ち上がる、金の冠を被り金の爪を持ち、銀と赤が9回入れ替わるよう塗り分けられた獅子（ヘッセンの獅子）が描かれている。
ヘルスフェルトの複十字はこの町の修道院とヘルスフェルト修道院を想起させる。修道院はこの町の最初の数世紀を構成するファクターであった。ヘッセンの獅子は、16世紀にこの町を支配したヘッセン＝カッセル方伯に由来する。

### 姉妹自治体
フィリップスタールは以下の自治体と姉妹自治体関係にある。
- サリー＝デュ＝サラ（フランス語版、英語版）（フランス、オート＝ガロンヌ県）1974年
- ファッハ（ドイツ語版、英語版）およびドルンドルフ（クライエンベルクゲマインデ（ドイツ語版、英語版）の地区）（ドイツ、テューリンゲン州）1990年

## 文化と見所

### 博物館
- トーアボーゲンハウスの国境博物館[15]

### 建築物

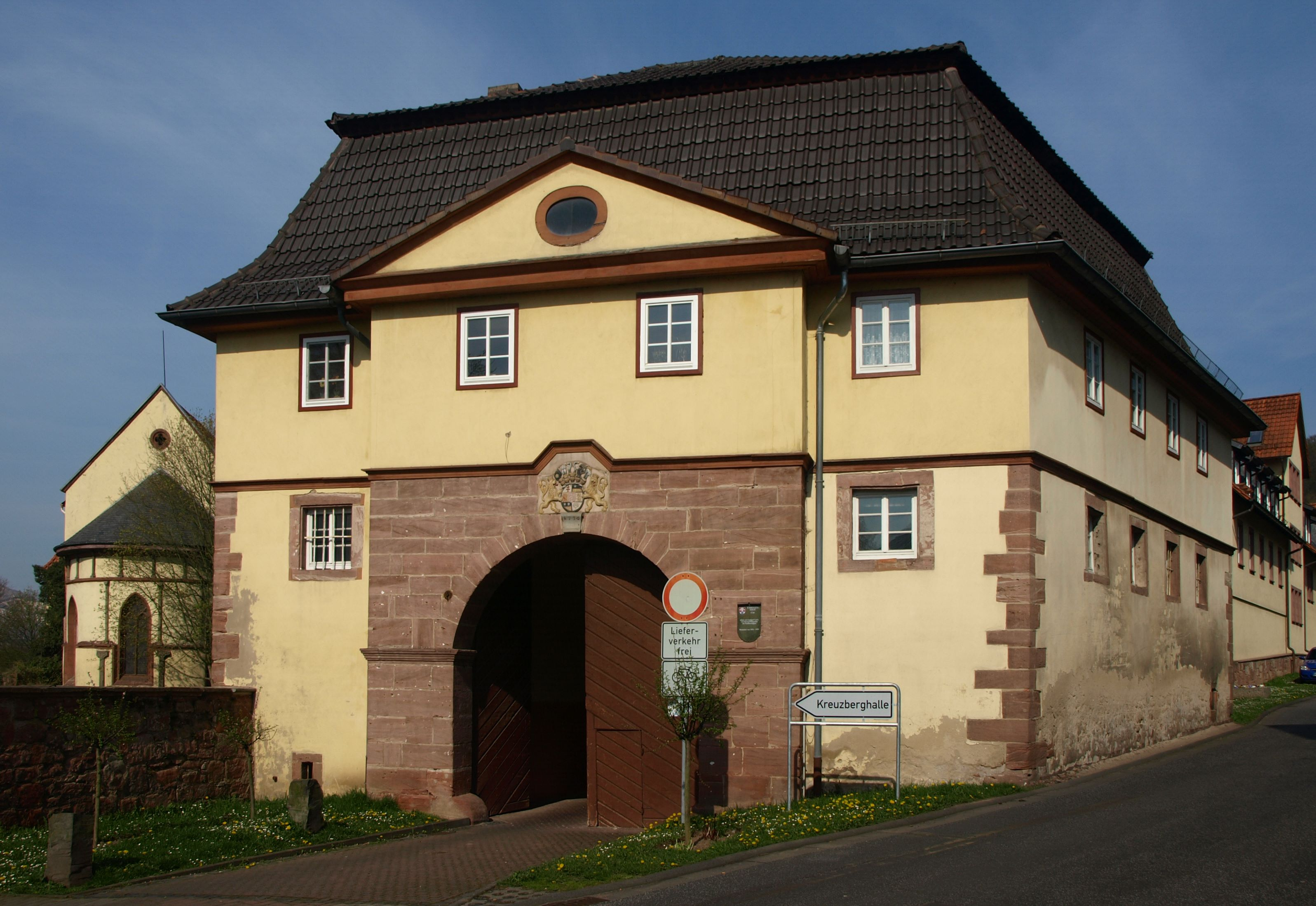
フィリップスタール城の楼門

- フィリップスタール城
- 城館庭園のオランジュリー
- 12世紀に建造された三廊式の修道院教会

- 城館庭園のオランジュリー
- 旧修道院教会

## 経済と社会資本

### 企業
- ハットルフ・カリ鉱山、K+Sグループのヴェラ・カリ鉱山の一部[16]

### 交通
この町のヴェラ川左岸を連邦道 B62号線が通っている。
公共の近郊旅客交通は、ÜWAG バス GmbH が340号路線を運行している。ヘルスフェルト軽便鉄道と鉄道ゲルシュトゥンゲン - ファッハ線の旅客運行は1993年に廃止された。ゲルシュトゥンゲンとハットルフ・カリ鉱山との間の貨物列車だけが運行している。

### 自転車道と遊歩道
町内を以下の自転車道・遊歩道が通っている:
- バーンラートヴェーク・ヘッセンは、ハーナウからかつての鉄道軌道を利用して約 250 km、フォーゲルスベルク山地やレーン山地（ドイツ語版、英語版）を通って、バート・ヘルスフェルトに至る。
- ウスルター自転車道は、レーン自転車道の一部である。全長 180 km で、バート・ザルツンゲン（ドイツ語版、英語版）からハンメルブルク（ドイツ語版、英語版）まで至っている。この自転車道はテューリンゲン州からヘッセン州を通って、バイエルン州に達する。
- ヴェラタール自転車道は、ヴェラ川沿いにテューリンゲン州、ヘッセン州、ニーダーザクセン州の 290 km を結んでいる。
- ヘッセン広域自転車道 R7号線（ラーン川からヴェラ川へ）はラーンタール、フォーゲルスベルク山地、フルダタールを通る 215 km の自転車道である。